# KV Racing Technology
KV Racing Technology (tidigare känt som PK Racing och PKV Racing, ofta bara kallat KV Racing), är ett amerikanskt racingteam, som deltar i IndyCar Series.

## Historia
PK Racing grundades ur resterna ur PacWest Racing inför säsongen 2003. Craig Pollock och Kevin Kalkhoven var de ursprungliga ägarna. Förutom en pallplats för Mika Salo i Miami, lyckades man inte särskilt väl under debutsäsongen. Pollock sålde sin andel till Jimmy Vasser och Dan Pettit inför säsongen 2004. Tack vare det fick man 1996 års mästare Vasser som förare, samtidigt som Kalkhoven köpte upp det bankrutta CART efter säsongen 2003. 
Resultaten var inte särskilt märkvärdiga under 2004, men Kalkhoven såg till att få Cristiano da Matta som förare inför säsongen 2005, och även om 2002 års mästare inte levererade de resultaten, så vann han på Portland, vilket var teamets första seger. De följande två åren resulterade inte i några segrar, men stallet etablerade sig strax under de allra bästa i CART.
Inför säsongen 2008 gick Kalkhovens och Gerald Forsythes Champ Car-serie omkull, och Kalkhoven och Vasser valde att ansluta sig till IndyCar Series, som tog över verksamheten. Pettits tid som ägare var vid det laget över, men Kalkhoven fick sin australiske landsman Craig Gore att finansiera två bilar för Will Power och Oriol Servià. Power vann Champ Cars avskedstävling på Long Beach, men in övrigt var teamet i mitten av tabellen, förutom på konventionella racerbanor, där de bägge ofta slogs i toppen. På grund av att Gores pengar försvann från teamet, tvingades man anställa den unge brasilianske sponsrade Mário Moraes inför 2009, och även om stallets resultat försämrades ansågs Moraes ha presterat bättre än väntat.